# Legare de proteine plasmatice
Legarea de proteinele plasmatice se referă la fenomenul prin care molecule de medicamente se atașează la proteinele circulante din plasma sanguină (proteine plasmatice). Eficacitatea unui medicament poate fi afectată de gradul în care acesta se leagă. Cu cât un medicament este mai puțin legat, cu atât mai eficient poate traversa sau difuza prin membranele celulare, deoarece procesul de distribuție este legat de fracțiunea liberă a medicamentului în sânge. Proteinele sanguine comune de care se leagă medicamentele sunt albumina serică, lipoproteinele, glicoproteinele și globulinele α, β, și γ.

## Implicații în distribuție
Un medicament din sânge există în două forme: legat și nelegat. În funcție de afinitatea unui medicament specific pentru proteinele plasmatice, o parte din medicament se poate lega de proteine, restul fiind nelegat. Dacă legarea de proteine este reversibilă, atunci va exista un echilibru chimic între starea legată și cea nelegată, astfel încât:
Proteină + medicament ⇌ Complex Proteină-medicament
Fracțiunea nelegată este cea care prezintă efectele farmacologice (bioactive). Aceasta este, de asemenea, fracțiunea care poate fi metabolizată și/sau excretată. De exemplu, fracția legată a anticoagulantului warfarină este de 97%. Asta înseamnă că din cantitatea de warfarină din sânge, 97% este legată de proteinele plasmatice. Restul de 3%, reprezentând fracția nelegată, este totalitatea medicamentului care își manifestă efectul și poate fi excretată.
Legarea proteinelor poate influența timpul de înjumătățire biologică a medicamentului. Porțiunea legată poate acționa ca un rezervor sau depozit din care medicamentul este eliberat lent ca formă nelegată. Deoarece forma nelegată este metabolizată și/sau excretată din organism, fracțiunea legată va fi eliberată pentru a menține echilibrul.
Deoarece albumina este ușor alcalină, medicamentele acide și neutre se vor lega în principal de aceasta. Dacă albumina devine saturată, atunci aceste medicamente se vor lega de lipoproteine. Medicamentele bazice se leagă preferențial de alfa-1 glicoproteina acidă. Acest fapt este semnificativ deoarece diferite afecțiuni medicale pot afecta nivelurile de albumină, glicoproteină alfa-1 acidă și lipoproteine, modificând procesul farmacocinetic al distribuției.